# Floruit
floruit（[ˈflɔːr.u.ɪt] ( 音声ファイル) FLOR-u-it）は、誕生や終焉の時期が不詳の人物や運動等について、その代わりにその最盛期を表すために用いられる単語である。通常はfl.と略され、まれにflor.と略される。
英語において、この単語はある人物の繁栄期を意味する名詞としても使用される。

## 語源
この語は、ラテン語のflōruitに由来し、「咲く」「花開く」「繁栄する」を意味する動詞flōreō, flōrēreの三人称単数完了形能動態直接法である。この単語は、「花」を意味する名詞flōs, flōrisに由来する。

## 用法
概して、この用語はある人物、運動、その他の活動の最盛期を示すのに用いられる。より具体的には、ある人物の生没年、運動の誕生や終焉の時期が不明であるが、活動していた時期を示す証拠が存在する場合に、系図学や歴史文書でしばしば用いられる。例えば、John Jonesという生没年不詳の人物について、1197年の婚姻記録と彼が1229年に署名した遺言書がある場合、その人物に関する記録を"John Jones (fl. 1197–1229)"と書くことができる。これにより、少なくとも1197年より前には生まれ、1229年より後に死亡したことを示すことができる。
また、美術史学では、芸術家の経歴を記すのによく使われる。この文脈では、芸術家が生存していた期間ではなく、その芸術家について知られている芸術活動が行われた期間を示し、通常は芸術の訓練を受けた後で、例えば作品に署名し始めたり、作品の売買契約書が残されるようになった時期以降を指す。